# Realismo (filosofia)
In filosofia il realismo è la convinzione che esista una realtà indipendentemente dai nostri schemi concettuali, dalle nostre pratiche linguistiche, dalle nostre credenze. I filosofi che si dichiarano realisti tipicamente pensano che la verità consista in una qualche forma di corrispondenza dei pensieri alla realtà. In un'accezione più ampia, tipica della scolastica, realisti sono detti coloro che conferiscono realtà agli enti del pensiero.

## Origine del termine
Sotto il profilo storico il termine compare verso il XV secolo nel Compendium Dialecticae del 1494 di Silvestro Mazzolini, il quale definisce realista l'atteggiamento della Scolastica più antica che riteneva reali gli universali, mentre la tendenza più tarda era stata a favore del nominalismo: una contrapposizione, questa fra realismo e nominalismo, oggetto di una lunga contesa, nota altrimenti come disputa sugli universali. Realistiche vengono così denominate tutte quelle concezioni che attribuiscono all'universale una realtà autonoma, non semplicemente di origine linguistica o concettuale.
Gli oppositori del realismo invece furono chiamati nominalisti (l'universale è privo di ogni consistenza reale e non è altro che un semplice nome) e concettualisti (l'universale è una produzione mentale del nostro pensiero).
Il termine realismo in filosofia viene solitamente contrapposto anche all'idealismo, anche se quest'ultimo nella sua accezione platonica può essere assimilato al realismo.

### Connotazioni
Il realismo ha condizionato tutta la successiva storia della filosofia, giungendo a designare, anche tuttora, differenti dottrine filosofiche, spesso accomunate dall'intento di:
- attribuire certezza (e carattere di esistenza) a determinati elementi della realtà, ad esempio in opposizione ad aspetti svalutabili o problematici come l'apparenza sensibile;
- assegnare, nella linea della tradizione platonica, agli oggetti del pensiero un'esistenza indipendente dal pensiero stesso (in opposizione all'idealismo moderno, secondo il quale invece l'esistenza degli oggetti dipende dal pensiero);
- sostenere, in ambito epistemologico e metafisico, contro le tendenze scetticheggianti, il valore oggettivo della conoscenza tale da ritenere che sussista una forma di corrispondenza, per quanto problematica, tra pensiero e realtà.

## Il realismo nella filosofia medioevale
Il realismo viene talvolta distinto in "moderato" ed "estremo" in relazione alla sua consistenza.

### Realismo moderato
Nella filosofia medioevale il realismo moderato è la posizione filosofica  di cui San Tommaso d'Aquino è il principale esponente. L'aquinate si poneva nella disputa sugli universali definendoli principalmente in re, cioè seguendo Aristotele come essenza che si trova dentro l'oggetto, e sempre aristotelicamente post rem, come concetto che viene elaborato successivamente nella nostra mente, ma anche ante rem, come forma che sussiste prima dell'oggetto stesso.

### Realismo estremo
Il realismo estremo è invece la posizione filosofica della quale Guglielmo di Champeaux (1070-1122) fu il massimo esponente. Egli riteneva gli universali del tutto ante rem, identificandoli, nell'ottica di Platone, con le idee di Dio atte a creare il mondo. Altri realisti estremi erano stati Scoto Eriugena, Sant'Anselmo d'Aosta, e i filosofi della scuola di Chartres. Secondo alcuni pensatori il realismo estremo è una posizione filosofica che equivale all'idealismo.

## Il realismo nella filosofia contemporanea
Nella filosofia contemporanea il realismo tradizionale, cioè quello che conferisce realtà agli enti di pensiero è divenuta una posizione minoritaria (si pensi a Gustave Thibon), mentre prevale un tipo di realismo che attribuisce realtà agli enti sensibili studiati dalla scienza, e non più a quelli metafisici. In particolare a partire da Popper si è diffusa una forma atipica di realismo, detto critico, che si fonda su una concezione realista della realtà non dogmatica, critica, ipotetica.
Realismo può definirsi impropriamente anche il pragmatismo. Non a caso, specialmente in ambito anglo-sassone, è attualmente in corso una riscoperta della filosofia classica pragmatista (specialmente Charles Sanders Peirce, William James e William Pepperell Montague) negli ambienti post-analitici (vedi ad esempio Richard Rorty e Hilary Putnam), spesso messa a confronto con il pensiero di Wittgenstein.
Nella filosofia contemporanea, e specialmente nella tradizione filosofica analitica, si distinguono diverse tipologie di realismo:
- realismo scientifico (dal più estremo al più moderato)
- realismo metafisico
- realismo speculativo
- realismo critico
- realismo interno
- realismo pragmatico
- realismo ingenuo, detto anche diretto, naïf, o naturale
- realismo dinamico, detto anche organico dinamico e integrale.

## Il realismo in filosofia politica
In filosofia politica l'approccio realista appartiene a quei pensatori che sostengono che il dominio della politica costituisca una sfera sociale autonoma, non giudicabile o misurabile in base a criteri, principi e fini estranei alla politica stessa. Secondo un filosofo politico realista, considerazioni di tipo morale, teologico o economico non sono appropriate per orientare e valutare le azioni e gli stati di cose della politica, che è da considerarsi come un dato di fatto esistente a prescindere dalla nostra volontà e da studiarsi nella sua genesi storica o nella sua struttura, senza cedere a pregiudizi di valore. L'approccio realista in filosofia politica si contrappone e complementa l'approccio normativo, il quale considera la politica come una dimensione che va giustificata e di cui occorre dare ragioni.
Filosofi e sociologi ascrivibili al pensiero politico realista sono Trasimaco, Machiavelli, i teorici dello stato potenza dell'800 (Treitschke, Hintze, Meinecke), Max Weber nella sua separazione tra fatti e valori, Carl Schmitt, i teorici delle élite (Pareto, Mosca, Michels).